# Ліббі Тріккетт
Лізбет "Ліббі" Констанс Лентон, у шлюбі Тріккетт (англ. Lisbeth "Libby" Constance Trickett; 28 січня 1985) — австралійська плавчиня, триразова олімпійська чемпіонка. Більшу частину кар'єри виступала під прізвищем Лентон. У 2007 році змінила прізвище після шлюбу з плавцем Люком Тріккеттом.
Дебютувала у збірній Австралії в 2002 році у віці 17 років. У 2003 році завоювала бронзову медаль чемпіонату світу в Барселоні на дистанції 50 метрів батерфляєм. У 2004 році стала олімпійською чемпіонкою, вигравши золоту медаль в естафеті 4×100 метрів вільним стилем. 
У 2005 році виграла три золоті медалі чемпіонату світу в Монреалі, в 2007 році - п'ять золотих медалей чемпіонату світу в Мельбурні. На Олімпіаді 2008 року в Пекіні вона стала чемпіонкою на дистанції 100 метрів батерфляєм, а також у комбінованій естафеті 4×100 метрів.
Свої останні медалі Тріккетт завоювала на чемпіонаті світу 2009 року в Римі. На цьому турнірі вона виграла бронзу на дистанції 100 метрів батерфляєм і срібло в комбінованій естафеті 4×100 метрів.
Ліббі Тріккетт завершила спортивну кар'єру у віці 24 років, вирішила піти зі спорту, порадившись зі родиною та близькими друзями.